# Mauritius
Mauritius, formellt Republiken Mauritius, engelskt uttal: /məˈrɪʃəs/ på franska: Île Maurice /il mɔ'ʁis/ är en östat i Indiska oceanen. Den är belägen öster om Madagaskar, cirka 1 800 km från afrikanska kusten. Staten omfattar ön Mauritius samt öarna Agalega, Cargados Carajos Shoals (Saint Brandon Rocks) och Rodrigues.
Mauritius gör anspråk på såväl den brittiska Chagos-arkipelagen (Brittiska territoriet i Indiska oceanen) som på den franskadministrerade Tromelinön.
Enligt Heritage Foundation har Mauritius den tjugofemte friaste ekonomin i världen. På The Economists demokratiindex är Mauritius det enda afrikanska landet som uppnått en fullskalig demokrati (full democracy).

## Namn
Viceamiral Van Warwick utnämnde bukten till Port van Warwick och ön till Mauritius år 1598. Detta för att hylla den holländske ståthållaren Moritz av Nassau.

## Historia
Mauritius beskrevs redan på 1400-talet av araberna men det är osäkert om de någonsin besökte ön.
Den äldsta kända kartan av regionen härstammar från år 1502 och skapades av portugisen Alberto Cantino. På denna karta kallas Mauritius för Dino-a-robin, vilket kan översättas till Ökenön. Andra tidiga namn var Giftfiskön och Illha do Cirne, vilket betyder svanön, och gavs efter namnet på det skepp varifrån ön observerades.
Portugiserna var först med att bosätta sig på ön under 1500-talet. Under ledning av viceamiral Van Warwick ankrade fem nederländska skepp ön vid Grand Port den 18 september 1598. Detta efter att ha blåst ur kurs på sin väg till Indonesien. Då var ön obebodd. Man fann dock ett antal skeppsvrak på revet utanför Grand Port, och svartråttan hade redan introducerats.  
Dagen därpå gick besättningen iland för att fira högtiden Kermesse. I sin skål utnämnde viceamiral Van Warwick bukten till Port van Warwick och ön till Mauritius. Detta för att hylla den holländske ståthållaren Moritz av Nassau.
Mauritius var därefter en koloni under Nederländerna från år 1638 till år 1710. 
Ön har därefter lytt under Frankrike under namnet Île de France år 1715 till år 1810 och sedan Storbritannien tills landet blev självständigt år 1968. I samband med självständigheten blev Mauritius medlem av Samväldet.

## Geografi

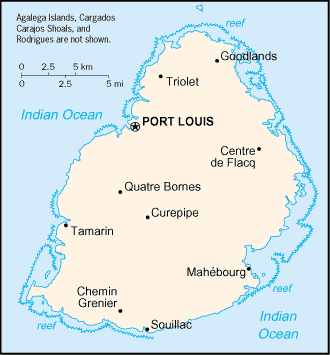
Karta över huvudön Mauritius

Republiken Mauritius huvudö Mauritius tillhör ögruppen Maskarenerna vilken bildades för 1,5 till 8 miljoner år sedan genom vulkanutbrott och tektonisk aktivitet. Mauritius är den äldsta ön i Maskarenerna och bildades för 8 miljoner år sedan. Regionen är fortfarande vulkaniskt aktiv.

### Topografi
Mauritius, som mäter 1 860 km², består av slättland i norr, högplatå i centrum (600 m ö h) och berg i söder, och ön är omgiven av korallrev. Mauritius högsta berg är Piton de la Petite Rivière Noire som mäter 828 m ö h.
Landskapet domineras av sockerrörsplantager och den ursprungliga vegetationen är kraftigt minimerad. Trots detta finns det 2 000 hektar urskog och 8 000 hektar övrig skog, främst i de sydvästra delarna av ön.

### Hydrografi
Ett stort antal floder rinner upp på högplatån Plaines Wilhems. De största är: Rivière Terre Rouge, Rivière du Poste de Flacq, Grand Rivière Sud-Est, Rivière des Créoles och Rivière Noire.

### Klimat
På Mauritius råder ett tropiskt klimat som mildras av passadvindarna.
Sommaren, som varar mellan november och maj, är het med mycket regn. Under februari—mars är nederbörden över 200 mm, årsnederbörden är 1 500 mm. Under sommaren förekommer cykloner.
Vintern (juni—oktober) är varm och torr.
Vid havsnivån är medeltemperaturen 23 °C och luftfuktigheten 75%.

### Växt- och djurliv
Den ursprungliga faunan och floran i inlandet på öarna i Maskarenerna härstammar till stor del ifrån den närmast liggande ön, vilket är Madagaskar. Mauritius har många endemiska djur- och växtarter, och även ett antal välkända utrotade endemiska djur. Det mest kända, som har blivit en symbol för landet, är den stora flygoförmögna duvfågeln dront (Raphus cullenlatus) som utrotades strax efter att människan bosatte sig på ön.

### Naturskydd och miljöproblem
Några av landets stora miljöproblem är vattenföroreningar och nedbrytning av korallreven.[källa behövs]
År 2011 fanns nationalparken Black River Gorges på huvudön. Därtill fanns ett biosfärreservat och ungefär 20 naturreservat. Naturreservatet Macchabee–Bel Ombre upptar mer än hälften av den totalt skyddade arealen.

## Styre och politik

### Författning och styre
Enligt konstitutionen som antogs år 1968 var landet en konstitutionell monarki med den brittiska monarken som statschef. 
År 1991 ändrades konstitutionen och Mauritius fick då en republikansk regeringsform, med en president som statschef. år 1992 trädde ändringen i kraft. 
Presidenten och vicepresidenten utses av parlamentet för en period om fem år.
Premiärministern utses av presidenten. Denne leder ett ministerråd som har den verkställande makten.
Den lagstiftande makten ligger hos parlamentet som består av 62 valda ledamöter och upp till ytterligare 8 ledamöter som kan utses för att bredda representationen bland minoriteter eller underrepresenterade partier. 
Val till parlamentet hålls vart femte år.

### Administrativ indelning

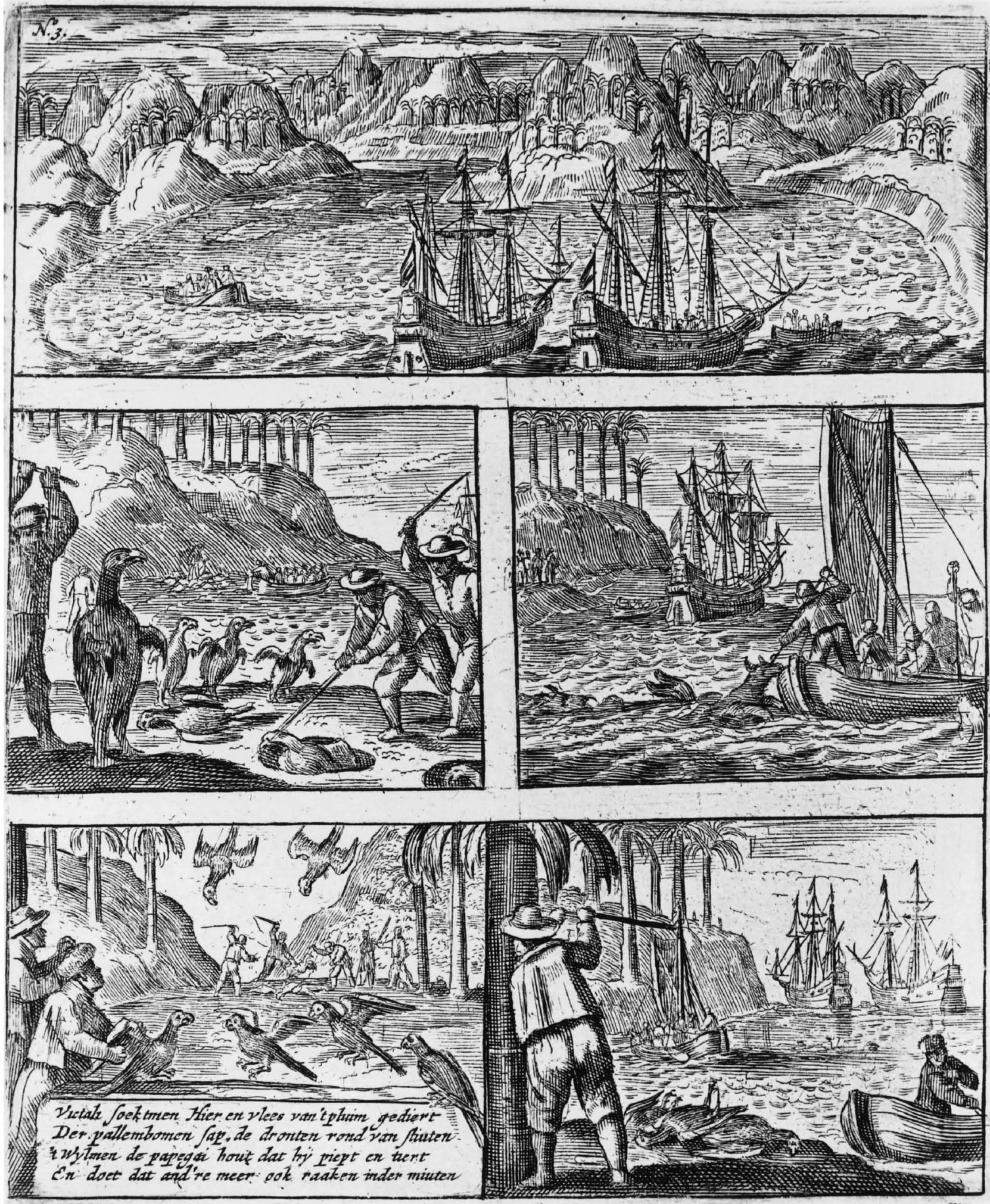
En illustration från mitten av 1600-talet av slakten av dront och andra fåglar på Mauritius.

Mauritius är indelat i nio distrikt och tre besittningar.
- Distrikt:
  - Plaines Wilhems, 377 600 inv
  - Flacq, 136 100 inv
  - Pamplemousses, 132 700 inv
  - Port Louis, 130 300 inv
  - Grand Port, 113 200 inv
  - Rivière Noire (Black River)
  - Moka
  - Riviere du Rempart
  - Savanne.
- Besittningar:
  - Rodrigues, 37 100 inv
  - Agalega Islands, 300 inv
  - Cargados Carajos Shoals (Saint Brandon Rocks), 300 inv

### Politik
Även om det funnits viss oro har Mauritius, sedan självständigheten, lyckats upprätthålla ett öppet, fritt, demokratiskt och konkurrenskraftigt politiskt system. Regelbundna val har hållits och de förlorande partierna har lämnat över makten till vinnarna. Militära kupper har undvikits, vilket troligtvis beror på att Mauritius har en begränsad militär struktur.

### Internationella relationer

Republiken Mauritius är färgad i svart på kartan. Mauritius hävdar överhöghet över Tromelinön gentemot Frankrike och över Chagosöarna gentemot Storbritannien.

Mauritius undertecknade  år 2011 respektive 2012 avtal med EU och Storbritannien för användning av mauritiska domstolar för att åtala påstådda pirater som fångats i regionen av europeiska militärpatruller.
Mauritius är medlem i Förenta nationerna (sedan 24 april 1968), Afrikanska unionen och Samväldet.

### Försvar
Mauritius har ingen aktiv militärstyrka. Däremot finns en mindre paramilitär styrka som bland annat ansvarar för kustbevakning.
I början av 2000-talet var en ökning av pirater i Indiska oceanen ett hot mot internationell handel. Vilken ledde till att Mauritius satte in specialutbildade kommandosoldater från den nationella kustbevakningen år 2010. Detta för att hjälpa till att bekämpa pirathotet. 

## Ekonomi och infrastruktur

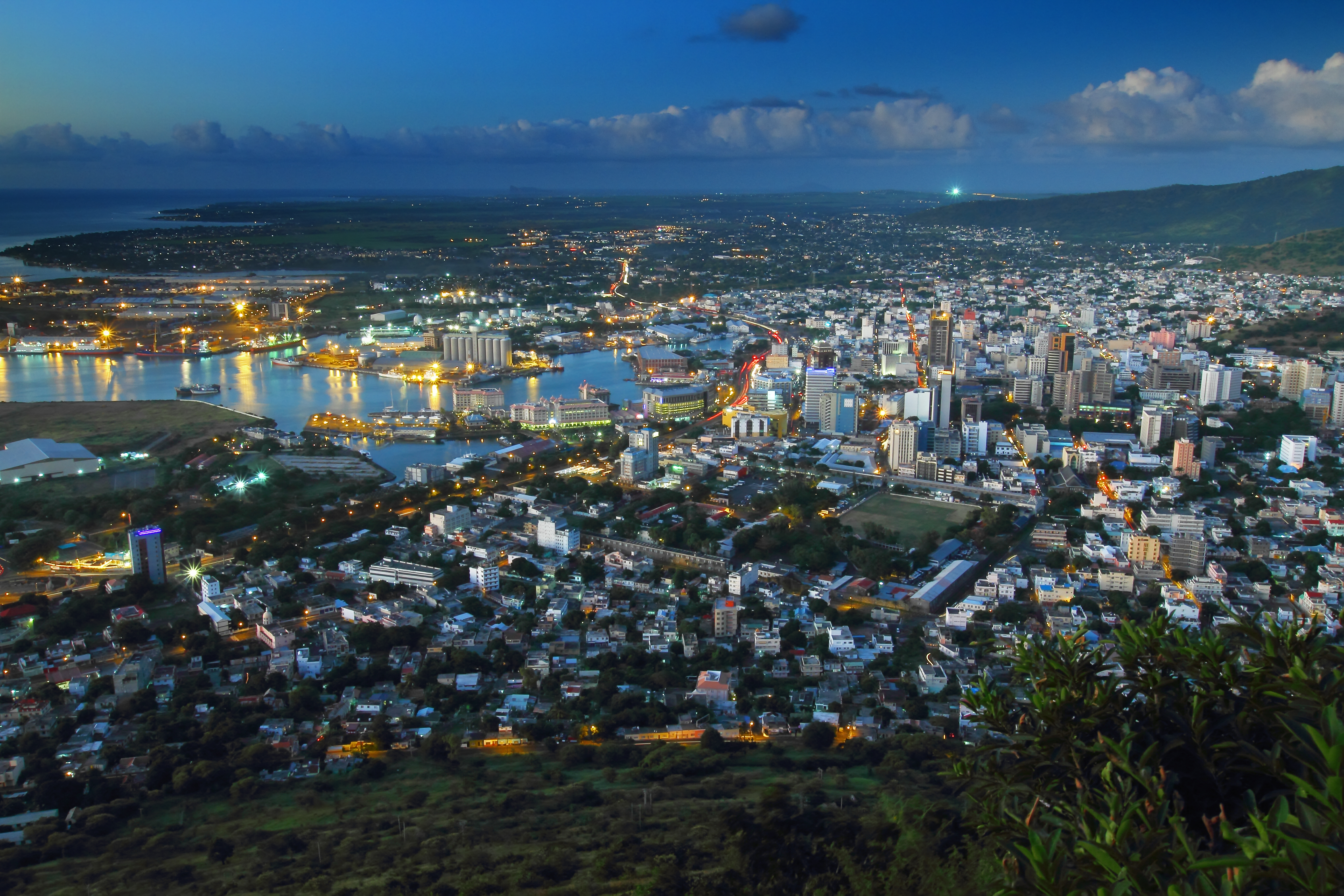
Port Louis, huvudstaden

Sedan självständigheten 1968 har Mauritius utvecklats från en jordbruksbaserad ekonomi med låga inkomster till en mer varierad ekonomi (mer industri, finansiella branscher och turism) med medelhöga inkomster. Utvecklingen märks genom bättre fördelade inkomster, lägre spädbarnsdödlighet och en väl utvecklad infrastruktur.
Landet har Afrikas näst högsta BNP per capita (efter Seychellerna) och har en välmående ekonomi baserad kring sockerrör (90 procent av den odlingsbara marken används för att odla sockerrör och produkten står för 15 procent av landets exportvärde), textilier, turism samt finans. 
Drygt 32 000 bolag och finansiella enheter har sin bas i Mauritius, främst riktad till ekonomierna i Kina, Indien och Sydafrika. Banksektorn har erhållit investering värt över 1 miljard dollar.

### Näringsliv

#### Jord- och skogsbruk, fiske
År 2017 stod jordbruk och fiske för fyra procent av Mauritius BNP. 
År 2015 bestod cirka 90 procent av landets odlade areal, och nästan hälften av landets totala yta, av odlingar för sockerrör. 
Detta samtidigt som Mauritius satsat på att öka livsmedelsproduktionen för att på det sättet minska det starka importberoendet. Fisket är av begränsad betydelse.

#### Energi och råvaror
År 2016 tillhandahåller landet el till alla bosatta. Ingen import eller export var aktuell.
79 procent av landets elektricitet framställdes av fossila bränslen, 7 % av vattenkraft och 14 % av andra förnybara källor.

#### Industri
År 2017 stod industrin för 21,8 procent av BNP. 
Industrisektorn fokuserar på teknik- och kompetensintensiv produktion, som exempelvis läkemedel och kemikalier. 
Inom Mauritius industriproduktion tillverkas också stålprodukter och mineralgödsel vilka är baserade på importerade råvaror och halvfabrikat. Även om viss produktion av kläder, skor, livsmedel och cigaretter som baseras på lokalproducerad tobak också finns.

#### Tjänster och turism
År 2017 stod tjänstenäringarna för 74,1 procent av Mauritius BNP. 
Afrikas viktigaste finansiella centrum är Port Louis  Där finns ett antal utländska banker, försäkringsbolag och fondförvaltare. 
År 2019 besökte 1 418 000 utländska turister Mauritius. Turismen har därför haft en stor betydelse för landets ekonomi.

### Handel
Främsta exportvarorna var år 2019 fiskprodukter, råsocker, kläder och accessoarer, diamanter och raffinerat petroleum. Främsta exportländerna var Frankrike, Sydafrika och Storbritannien tätt följt av Zambia och Madagaskar.
Främsta importvarorna var år 2019 raffinerad petroleum, bilar, fiskprodukter, flygplan och förpackade läkemedel. Import kom främst från asiatiska länder.

### Infrastruktur

#### Transporter
Ett väl utbyggt vägnät, inklusive motorvägar, förbinder alla delar av landet. Lättbanan Metro Express, som är under utbyggnad i huvudstadsregionen, förbinder Port Louis och Curepipe. Tidigare fanns även ett väl utbyggt järnvägsnät som nu är nedlagt.
Sir Seewoosagur Ramgoolams internationella flygplats ligger i närheten av Mahébourg, 48 kilometer sydost om Port Louis.

#### Utbildning och forskning
Utbildning är obligatorisk för barn mellan 5 och 16 år. Grundskolan består av sex år och börjar vid 5 års ålder. Därefter börjar sekundärskola som är upp till sju år. Grund- och sekundärskola är gratis.
91 procent av barnen på Mauritius går i grundskola, varav 61 procent är skrivkunniga. Det är obligatoriskt att studera franska i grundskolan, medan de indiska språken är tillvalsämnen.
Det är lika stor andel flickor som pojkar i såväl primär- som sekundärskola.
- ESSEC Business School

Mauritius universitet har fakulteter för jordbruk, ingenjörsvetenskap, juridik och management, naturvetenskap, samt samhällskunskap och humaniora. Andra institutioner för högre utbildning är bland annat University of Technology, Mauritius. En del studenter väljer istället att utbilda sig vid universitet i Indien, Frankrike och Storbritannien. Mer än fyra femtedelar av befolkningen är läskunniga.

#### Sjukvård och andra viktiga samhällstjänster
År 2009 gick 8 % av de totala statliga utgifterna till hälsosektorn. Vården ges av  sjukhus, apotek, familjeplaneringsinrättningar och socialvårdscentraler.
Sjukvården är gratis och Mauritius har en av Afrikas bästa tillgång till sjukvård. Som exempel kan nämnas att det vid samtliga förlossningar finns kvalificerad personal tillgänglig.
Socialförsäkrings- och sjukvårdssystem är relativt väl utbyggt och omfattar exempelvis arbetslöshetsersättning, ett behovsprövat barnbidrag samt pensionsförsäkringssystem.

## Befolkning

### Demografi

#### Minoriteter
Mauritius har inga ursprungsbefolkningar, men den etniska mixen är en produkt av mer än två århundraden av europeisk kolonialism och fortsatt internationell arbetskraftsinvandring.
Från tidigt 1700-tal fram till 1835 förlitade man sig på slavarbete främst från Madagaskar, Moçambique och Östafrika för arbete med sockerproduktion.
Därefter ersattes slavarna av indier med kontrakt.
Det mesta av den kontrakterade arbetskraften bosatte sig permanent och omformade öns sociala och kulturella sammansättning.
Mauritius vände sig till utländsk arbetskraft igen i mitten av 1980-talet. Klädtillverkare tog in kontraktsanställda från Kina, Indien och i mindre utsträckning Bangladesh och Madagaskar.
I mitten av 2000-talet ledde bland annat nedgången i socker- och textilindustrin till utvandring av lågutbildad arbetskraft och ett beroende av kvalificerad utländsk arbetskraft. 
År 2021 beräknas befolkningen bestå av två tredjedelar indo-mauritier samt kreoler, sino-mauritier och fransk-mauritier. Mauritius har inte statistik gällande etniskt tillhörighet efter år 1972.

### Språk
Inhemska språk är engelska, franska, mauritisk kreoliska, hindi, mandarin, hakka, bhojpuri. 
Engelska är officiellt språk, men talas av mindre än en procent av befolkningen. 
Kreol talas av 86,5 %, bhojupuri av 5,3 % och franska av 4,1 % av befolkningen. 
Rodriguansk kreoliska är en dialekt av mauritiansk kreoliska som talas på ön Rodrigues i Indiska Oceanen. Det totala antalet av utövare av språket uppskattas till 40 000.

### Sociala förhållanden
Mauritius har övergått från ett land med hög fertilitet och hög dödlighet under 1950- och mitten av 1960-talet till ett land med bland de lägsta befolkningstillväxttakten i utvecklingsvärlden idag. 
Den totala fertiliteten sjönk från 6,2 barn per kvinna 1963 till 3,2 år 1972 – till stor del som ett resultat av utbildningsnivåerna, särskilt bland unga kvinnor, förbättrades samt att äktenskap ingicks senare. Även familjeplaneringsmetoder har anammats. 
Mauritius fertilitetsgrad har konsekvent legat lägre än närliggande länder i södra Afrika sen slutet av 1990-talet. År 2021 var siffran 1,72 barn per kvinna. Samtidigt var spädbarnsdödligheten: 1,82 %.

## Kultur

### Massmedier

#### Press och förlag
Spridningen av dagstidningar är relativt hög. Det finns nio dagliga tidningar där de två största är skrivna på franska och ytterligare två tidningar ges ut på kinesiska.

#### Radio och television
TV är det populäraste mediet. Det statsägda bolaget Mauritius Broadcasting Corporation (MBC) radio och TV finansieras av reklam och en TV-licensavgift. Sändningarna reflekterar i allmänhet regeringens politik.

### Konstarter

#### Musik och dans
Mauritius är känt för den populära folkdansen séga. Den består av suggestiva rörelser av höfter och armar i rytmiskt takt. Dansen har sitt ursprung från 1700-talets slavar.

### Traditioner

#### Helgdagar och högtider
Den 1 februari uppmärksammar hela landet avskaffandet av slaveriet.
Den 12 mars uppmärksammas republikens dag, den 1 maj firas Labor Day och Ankomsten av de kontraktsanställda arbetarnas dag den 2 november.
Därtill tillkommer andra traditionella firanden som Mauritius etniska och religiösa mångfald har givit upphov till. Som exempel kan nämnas de hinduiska festivalerna Maha Shivaratri och Divali, den muslimska högtiden Eid al-fitr, som markerar slutet på Ramadan, samt de katolska högtiderna för att hedra den saligförklarade prästen Jacques-Désiré Laval, Alla helgons dag och jul. 
Dessutom firas den kinesiska vårfestivalen och den tamilska festivalen Thaipusam, som inkluderar eldvandringsceremonier.

#### Kultursymboler och viktiga personligheter

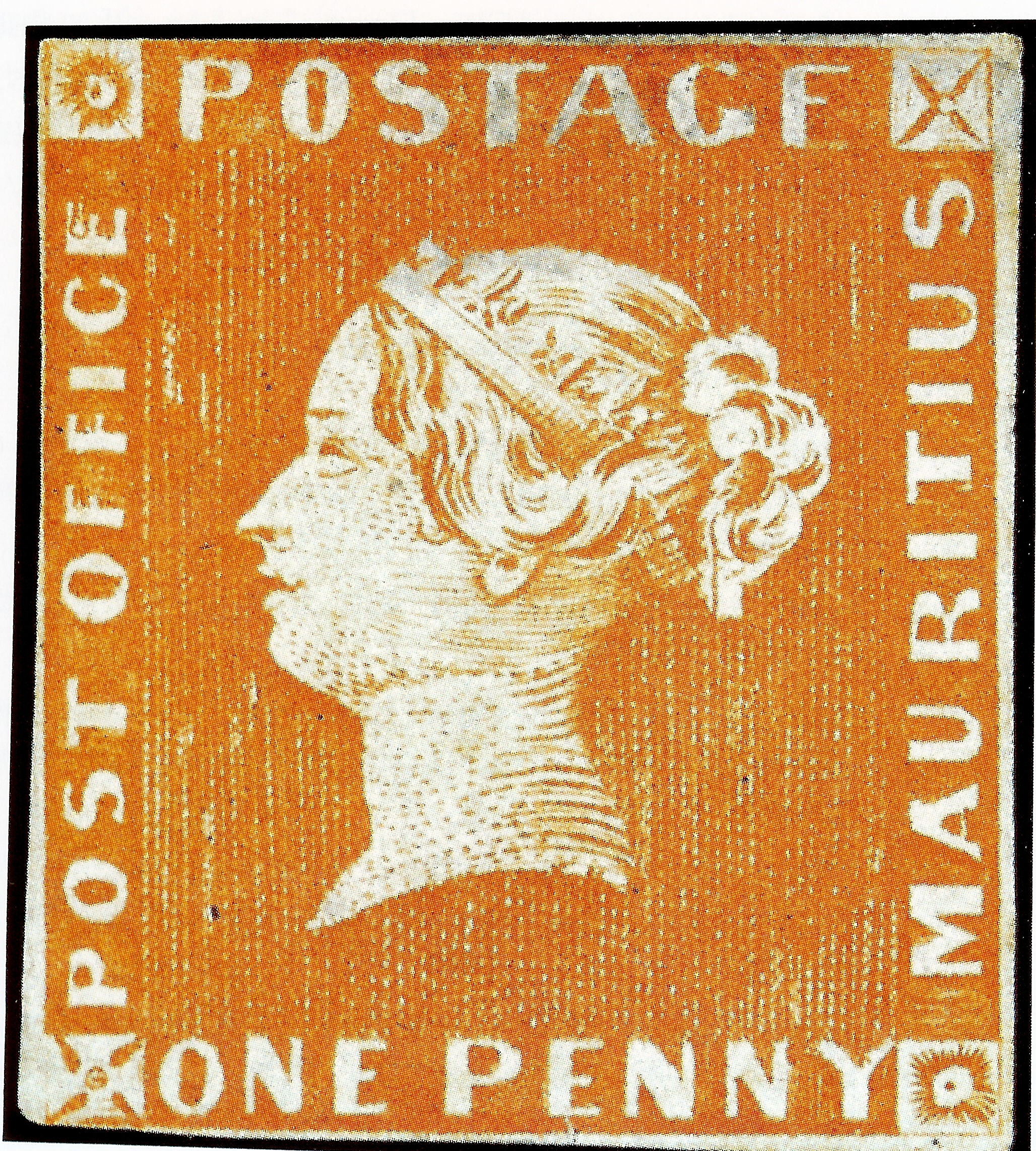
1 Penny

Mauritius är berömt för sina första frimärken.
Den röda färgen på landets flagga symboliserar slavarnas blod, det blå havet, det gula landets enhet samt det gröna naturen. Fågeln i statsvapnets vänstra del är en dront, (se Flora och fauna).

### Idrott
Det finns en aktiv idrottskultur på Mauritius där fotboll har det största antalet deltagare och fans. En lokal fotbollsliga har funnits i decennier och följs av fansen. 
En noggrant organiserad och ritualiserad säsong av hjortjakt stöds av det fransk-mauritiska samhället.
Vinterhästkapplöpning är en av årets mest populära, och välbesökta, sportaktiviteter och besöks av mauritier från alla samhällen.
Individuella mauritier har också tävlat på de högsta internationella nivåerna i bridge och backgammon.
Många internationella tävlingar har anordnats på Mauritius bland annat Indian Ocean Island Games och internationella turneringar för boxning, judo och volleyboll för kvinnor.

## Internationella rankningar
| Organisation                                | Undersökning                   | Rankning  |
| ------------------------------------------- | ------------------------------ | --------- |
| The Economist                               | Democracy Index 2019           | 17 av 167 |
| Heritage Foundation/The Wall Street Journal | Index of Economic Freedom 2019 | 25 av 180 |
| Reportrar utan gränser                      | Pressfrihetsindex 2019         | 58 av 180 |
| Transparency International                  | Korruptionsindex 2018          | 56 av 180 |
| FN:s utvecklingsprogram                     | Human Development Index 2018   | 66 av 189 |